# 苟皇后
苟皇后（?—?），前秦宣昭帝苻坚的皇后。苟氏与苻坚母亲同姓。永興元年（357年）六月，苻坚杀死堂兄皇帝苻生，自称大秦天王，立妻子苟氏为天王后。甘露元年（359年），苟皇后参加了先蚕礼。